# Corythosaurus casuarius
Corythosaurus casuarius (gr. "lagarto con casco de casuario") es una especie y tipo del género Corythosaurus de dinosaurio ornitopodo hadrosáurido, que vivió a finales del período Cretácico, hace aproximadamente entre 77 a 75,7 millones de años, durante el Campaniense, en lo que hoy es Norteamérica. Es la especie tipo del género, tiene una longitud estimada de 9 metros, y tiene un cráneo, incluida la cresta, que mide 70,8 centímetros de alto.
El holotipo de la especie AMNH 5240, fue descubierto en 1911 por Barnum Brown en Río Red Deer, Alberta, Canadá y asegurado por él en el otoño de 1912. Además del esqueleto casi completo, el hallazgo fue notable porque las impresiones de gran parte de la piel de la criatura también sobrevivieron. La especie, Corythosaurus casuarius, fue nombrada por Barnum Brown en 1914, basándose en el primer espécimen recogido por él en 1912. AMNH 5240 es, por lo tanto, el holotipo. En 1916, el autor original, Brown, publicó una descripción más detallada que también se basó en AMNH 5338, cuyo espécimen es por lo tanto el plesiotipo. El Corythosaurus es uno de los muchos lambeosaurinídos que poseen crestas, y fue la cresta la que le dio su nombre al Corythosaurus. El nombre genérico Corythosaurus se deriva del griego κόρυθος, korythos, "casco corintio", y significa "lagarto con casco". El nombre específico casuarius se refiere al casuario, un ave con una cresta craneal similar. El binomio completo de Corythosaurus casuarius significa "reptil tipo casuario, con una cresta de casco corintio".